# Bouyon (Bèlgica)
Bouillon (francès) o Bouyon (en való) és una ciutat a la província de Luxemburg, que forma part de la regió valona, a la frontera actual entre Bèlgica i França, i que té 5.378 habitants segons el cens de 2024.

## Seccions del municipi
| - Bellevaux - Corbion - Curfoz - Dohan - Frahan - Les Hayons | - Poupehan - Noirefontaine - Rochehaut - Sensenruth - Ucimont - Vivy |

## Història
El 1082 Jofré de Bouillon ven el castell de Bouillon al príncep-bisbe Otbert de Lieja per un preu de 3 marcs d'or i 1.300 marcs d'argent. L'acord preveia que Jofré i els seus tres primers successors poden recobrar el domini pel mateix preu, però cap d'ells no va tenir els diners necessaris per a fer valdre aquest dret. Des de d'aquest moment, la ciutat fortificada va tenir un estatut especial al principat de Lieja sense nogensmenys esdevenir una de les bones viles i doncs mai no tindrà el dret de vot als Estats Generals de Lieja.
El 1134 Reinald de Bar va annexionar la ciutat, però al 22 de setembre de 1141, el príncep-bisbe Alberó II de Chiny-Namur va reconquerir-lo amb l'ajuda d'Enric IV de Luxemburg, dit el Cec, després d'un setge de cinquanta i un dies.
Després del Tractat de Fontainebleau (1814) esdevingué territori francès. Després del Tractat de París (1815), la ciutat es va integrar al Regne Unit dels Països Baixos, junt amb Mariembourg, Fagnolle, Philippeville i Couvin. El 1831 s'integrà a Bèlgica.